# Axinella pomponiae
Axinella pomponiae är en svampdjursart som beskrevs av Alvarez, van Soest och Rützler 1998. Axinella pomponiae ingår i släktet Axinella och familjen Axinellidae. Inga underarter finns listade i Catalogue of Life.